# Lichuan
Lichuan (chiń. 利川市; pinyin Lìchuān Shì) – miasto na prawach powiatu w zachodniej części prefektury autonomicznej Enshi w prowincji Hubei w Chińskiej Republice Ludowej. Liczba mieszkańców miasta w 2010 roku wynosiła 654 094.